# سامانه مدیریت ساختمان
سامانه مدیریت ساختمان یا بی‌اِم‌اِس (به انگلیسی: Building Management System) که گاهی با عنوان سامانه اتوماسیون ساختمان نیز شناخته می‌شود، یک سامانهٔ مبتنی بر رایانه است که برای کنترل و نظارت بر تجهیزات مکانیکی و الکتریکی درون ساختمان (مانند تهویه، روشنایی، سامانه قدرت، سامانهٔ آتش‌نشانی و ایمنی) در داخل ساختمان‌ها نصب می‌شود.
سامانه مدیریت ساختمان شامل دو بخش نرم‌افزار و سخت‌افزار است، سخت‌افزارها معمولاً به صورت اختصاصی به وسیله میکروکنترلرها پیاده‌سازی می‌شوند و نرم‌افزارها نیز ممکن است به صورت اختصاصی برای سامانه نوشته شوند، در برخی از سامانه‌ها از نرم‌افزارهای  کنترل و مانیتورینگ برای  کنترل ونظارت بر عمل کرد بخش‌های مختلف استفاده می‌شود. ارتباط میان سخت‌افزار و نرم‌افزار توسط یکی از پروتکل‌های DeviceNet, SOAP, XML, BACnet, LonWorks و MODBUS و USP و LAN و RS-232 و… پیاده‌سازی خواهد شد.
اجزای اصلی این سامانه شامل :۱-کنترل‌کننده مرکزی، ۲- کنترل‌کننده محلی، ۳- کنترل‌کننده اینترنتی، ۴- حسگرها می‌باشد

## زیر سامانه‌های ساختمان هوشمند
- سامانه کنترل دما و تهویه هوا
- سامانه کنترل روشنایی هوشمند
- سامانه دوربین‌های مداربسته نظارتی
- سامانه کنترل تردد
- سامانه اعلام و اطفاء حریق
- سامانه توزیع دیتا
- سامانه خطوط تلفن
- سامانه آنتن مرکزی و توزیع سیگنال
- سامانه تغذیه اضطراری
- سامانه روشنایی اضطراری
- سامانه عکس‌العمل خطر
- سامانه اندازه‌گیری و کنترل مصرف آب، گاز و برق
- سامانه یکپارچه‌سازی سامانه‌ها[۲]

## کاربردهای سامانه مدیریت ساختمان
- کنترل هوشمند عبور و مرور در ساختمان
- کنترل هوشمند میزان نور، دما، رطوبت و سایر پارامترهای سیال ساختمان
- خاموش کردن روشنایی در صورت عدم حضور فرد در اتاق
- خاموش کردن لوازم برقی در صورت بی استفاده بودن آنها
- ایجاد محدودیت در استفاده از تلفن، گاز، آب، برق و…
- ایجاد هشدار در صورت بازبودن درب‌ها، پنجره‌ها، پرده‌ها و…
- حفاظت از ساختمان و جان افراد در برابر آتش‌سوزی، نشت گاز و…
- حفاظت از ساختمان در برابر سرقت (دزد گیر یا دوربین مدار بسته)
- قابلیت خاموش و روشن کردن لوازم برقی از راه دور (از طریق تلفن)
- بازگشت کلیهٔ هزینه‌های سامانه در عرض یکسال با صرفه جویی در مصرف انرژی
- کنترل هوشمند آبیاری
- سامانه صوتی هوشمند
- کنترل فیلترها، دما و تأثیر اشعه خورشید بر استخر[۳]

## ویژگی‌ها
سامانه‌های مدیریت ساختمان قبلاً به دلایل اقتصادی فقط در ساختمان‌های بزرگ با سامانه‌های مکانیکی، الکتریکی و لوله‌کشی گسترده اجرا می‌شد، اما امروز این سامانه می‌تواند در تمامی ساختمان‌ها استفاده شود.
شاید یکی از دلایل مهمی که سامانه‌های مدیریت ساختمان را از نظر اقتصادی توجیه می‌کند، صرفه جویی در مصرف انرژی باشد.
هزینهٔ بالای آب، برق، گاز، تلفن و… و نیاز به صرف جویی بیشتر در مصرف این موارد نیاز به یک سامانه کنترلری هوشمند دارد، سامانه‌ای که بتواند:
1. دمای اتاق‌ها و آب گرم کن و بخش‌های مختلف ساختمان را کنترل کند (بخاری یا کولر با توجه به دمای تنظیم روشن / خاموش شود)
2. لامپ‌های روشنایی بدون استفاده خاموش شوند.
3. باز و بسته بدون در و پنجره‌ها در فصول گرم و سرد هشدار داده شود.
4. برق لوازم برقی بدون استفاده قطع شود.
5. امکان استفاده از لوازم پرمصرف در زمان‌های پیک وجود نداشته باشد (یا مدت استفاده از وسیله (مثلاً تلفن) محدود باشد).
6. کنترل روشنایی به وسیلهٔ کاهنده‌های اتوماتیک ولتاژ
7. امکان بهره‌گیری از سامانه‌های هوشمند کنترل روشنایی برای ایجاد نورپردازی‌های ویژه
8. کنترل کلیدها به وسیلهٔ ریموت کنترل[۴]

## مثال‌های از کاربرد سامانه مدیریت ساختمان
از این سامانه می‌توان در ساختمان‌ها، ادارات، کارگاه‌ها، انبارها، فروشگاه و اماکن تجاری و اقتصادی و هر جایی که انسان‌ها وجود داشته باشند، می‌توان استفاده نمود. برای بیان هرچه بهتر اهمیت سامانه‌های مدیریت ساختمان یا BMS، در این بخش به بررسی چند فرایند در ساختمان‌های هوشمند پرداخته‌ایم.

### آتش‌سوزی و نشت گاز
آرامش خانواده مهم‌ترین چیز برای هر فرد است، آتش‌سوزی و نشت گاز همیشه این آرامش را تهدید می‌کند. سامانه‌های مدیریت ساختمان می‌توانند با استفاده از ماژول‌های گاز یاب و آتش یاب خود، نشت گاز و آتش‌سوزی را تشخیص داده و اقدامات تکمیلی که توسط کاربر برنامه‌ریزی شده‌است را انجام دهند.
قطع برق، بستن شیر گاز، به صدا درآوردن آژیر، ایجاد تماس تلفنی و… از جمله اقدامات تکمیلی است که توسط سامانه مدیریت ساختمان می‌تواند انجام شود.

### امنیت و نظارت
سامانه‌های امنیتی به شکل‌های مختلفی پیاده‌سازی می‌شوند، استفاده از حسگرهای آشکارساز حرکت یا دوربین‌های مدار بسته، از جمله روش‌های حفاظتی است که در ساختمان‌ها مورد استفاده قرار می‌گیرد.
در سامانه‌های مدیریت ساختمان راهکارهای امنیتی مختلفی پیش روی کاربران قرار دارد:
استفاده از دوربین‌های مدار بسته یا حسگرهای آشکارساز حرکت ضبط فیلم در صورت وجود هر گونه حرکت در محدودهٔ نظارتی دوربین فعال کردن آژیر یا اطلاع به شخص یا ادارهٔ پلیس در صورت ورود فرد متجاوز مشاهدهٔ تصاویر دوربین‌های مختلف از راه دور و از طریق اینترنت دریافت گزارش از کلیه فعالیت‌های انجام شده در طول روز (باز و بسته شدن درب‌ها، تعداد ورود و خروج‌ها و…) از طریق ایمیل یا پیامک قابلیت خاموش و روشن کردن کلیه لوزام برقی، کم و زیاد کردن میزان دما، رطوبت و نور محیط از طریق تلفن یا ارسال پیامک

## مزایای استفاده از سامانه مدیریت ساختمان
- کاهش مصرف انرژی در طولانی مدت به دلیل حذف مصارف ناخواسته
- کاهش هزینه‌های تعمیر و نگهداری
- حذف خطای اپراتوری به دلیل کنترل توسط رایانه
- ثبت دقیق میزان استفاده هر واحد یا قسمت از منابع انرژی
- گزارش‌گیری آماری از عملکرد اجزای مختلف ساختمان
- اعلام آلارم هشداردهنده برای بازبینی دوره‌ای تجهیزات
- امکان کنترل از راه دور[۵]

## صرفه جویی در مصرف انرژی
شاید یکی از دلایل مهمی که سامانه‌های مدیریت ساختمان را از نظر اقتصادی توجیه می‌کند، صرفه جویی در مصرف انرژی باشد.
هزینهٔ بالای آب، برق، گاز، تلفن و… و نیاز به صرف جویی بیشتر در مصرف این موارد نیاز به یک سامانه کنترلری هوشمند دارد.
سامانه‌ای که بتواند
- دمای اتاق‌ها و آب گرم کن و بخش‌های مختلف ساختمان را کنترل کند (بخاری یا کولر با توجه به دمای تنظیم روشن / خاموش شود)
- لامپ‌های روشنایی بدون استفاده خاموش شوند.
- باز و بسته بدون در و پنجره‌ها در فصول گرم و سرد هشدار داده شود.
- برق لوازم برقی بدون استفاده قطع شود.
- امکان استفاده از لوازم پرمصرف در زمان‌های پیک وجود نداشته باشد (یا مدت استفاده از وسیله (مثلاً تلفن) محدود باشد).
- کنترل روشنایی به وسیلهٔ کاهنده‌های اتوماتیک ولتاژ
- امکان بهره‌گیری از سامانه‌های هوشمند کنترل روشنایی برای ایجاد نورپردازی‌های ویژه
- کنترل کلیدها به وسیلهٔ ریموت کنترل
- نظارت از راه دور گلخانه ها (مانند AHUs ، پمپ های آتش نشانی ، لوله کشی ، منبع تغذیه ، STP ، WTP ، تصفیه خانه خاکستری و غیره)

## اطلاعات ساختمان و سامانه مدیریت ساختمان
یکی از کاربردهای حسگرهای استفاده شده در سامانه مدیریت ساختمان را می‌توان تعامل این حسگرها با مدل‌سازی اطلاعات ساختمان (یا استفاده هم‌زمان با سامانه اسکن لیزری) جهت بررسی وضعیت کنونی ساختمان و تصمیم‌گیری جهت انجام عملیات تعمیر و نگهداری و برنامه‌ریزی برای تعمیر و نگهداری پیشگیرانه در ساختمان نام برد. از طرف دیگر قابلیت مدل‌سازی اطلاعات ساختمان برای ارزیابی انرژی ساختمان نیز به همراه تحلیل مصرف انرژی در سامانه مدیریت ساختمان می‌تواند به هم افزایی این قابلیت در دو فناوری منجر شود.
در ایران شرکت ها و سازمان های متعددی اقدام به طراحی و تولید سامانه های هوشمند مدیریت ساختمان در قالب BMS و هم در دوره پس از بهره برداری نموده اند.
به طور کلی مدیریت ساختمان و یا بهره برداری مجتمع های مسکونی اداری تجاری و چند منظوره یکی از دغدغه های اصلی سرمایه گذاران و بهره برداران را به خود اختصاص داده است. در این بین بهره گیری از نظرات و مشاوره و نظارت شرکت مدیریت ساختمان مورد تاکید است تا بتوان حداکثر بهره برداری را سامانه های هوشمند در مجتمع ها برد.